# Aeroitba Petrel 912i
El Petrel 912i es el primer avión deportivo liviano, que inicialmente fue construido con la colaboración del dibujo técnico de alumnos y docentes de un instituto universitario, bajo el liderazgo de ingenieros aeronáuticos, en Argentina. El avión no se comercializa como Aeroitba ya que fue un nombre inicial pero en realidad el propietario de las patentes del avión es Proyecto Petrel S.A.

## Desarrollo
El avión, marca Proyecto Petrel S.A.  ahora denominado Proyecto Petrel S.A., está ligeramente basado en un avión experimental de fabricación estadounidense -el Rans S-6 Coyote II- al cual se le modificó el diseño de todo el avión, el perfil alar y la célula para cumplir con las certificaciones para aviones ligeros, y se encuentra certificado por parte de la ANAC en las categorías LSA y VLA. La fábrica también posee la certificación SIPA (Sistema Integrado de Producción Aprobada) emitido por la ANAC.
Fue presentado al público el 11 y 12 de marzo de 2007 en la "Convención en vuelo" organizada por la Experimental Aircraft Association (EAA), en el aeródromo de Gral. Rodríguez, Provincia de Buenos Aires.
Actualmente se ofrece con motores Rotax de 80 hp VLA y Rotax de 100 hp LSA mejorando la operatividad notablemente. Se provee con cabina de cristal Dynon 180 o con la pantalla Garmin G5 y alternativamente con pantalla Garmin G3X de 10,6 pulgadas.
El Petrel 912 es un avión que por su bajo costo de adquisición y muy bajo costo de operación es presentado por sus fabricantes como un avión de instrucción ideal para jóvenes pilotos que desean sumar horas de vuelo en una plataforma de célula comprobada y con equipamiento de acuerdo a los nuevos diseños de aviones comerciales. 
En febrero de 2019, Proyecto Petrel SA firmó convenios con Ascent Vision y Wave Relay de Estados Unidos para desarrollar el Petrel 912MP, con sensores electro-ópticos e infrarrojos, y comunicaciones de video, voz y datos, para vigilancia de fronteras.
En junio de 2019, se recibió orden de compra por 6 aviones Petrel para la empresa CELTA AVIACIÓN  de Colombia, que debía estar equipado con sistema de aeroaplicación. Los ingenieros de Proyecto Petrel SA hicieron los cálculos de estructura correspondientes, fueron aprobados por ANAC y se realizaron los ensayos estáticos para incrementar el Peso Máximo de Despegue (MTOW) de modo que pudiera cargar una tolva con 200 litros de líquidos para aeroaplicación, que también fueron exitosos. La inspección final de ANAC no fue aprobada, por lo que la orden de exportación fue cancelada. La empresa realizó los cambios observados por los Inspectores y se espera su aprobación final para el año 2021. 
A principios de 2020, la Universidad Nacional de La Plata, Facultad de Ingeniería, Centro Tecnológico Aeroespacial y Proyecto Petrel SA firmaron un convenio de cooperación para desarrollar el e-Petrel, un avión propulsado con energía eléctrica. La pandemia de COVID-19 y la falta de apoyo para un desarrollo tecnológico de punta retrasaron el proyecto, pero en la UNLP y la empresa siguen trabajando para lograr el vuelo del primer avión argentino impulsado con energía limpia.
Los aviones Petrel operando en Escuelas de Vuelo y Aeroclubes en instrucción de vuelo, acumulan al presente más de 21 000 horas de vuelo.

## Datos técnicos

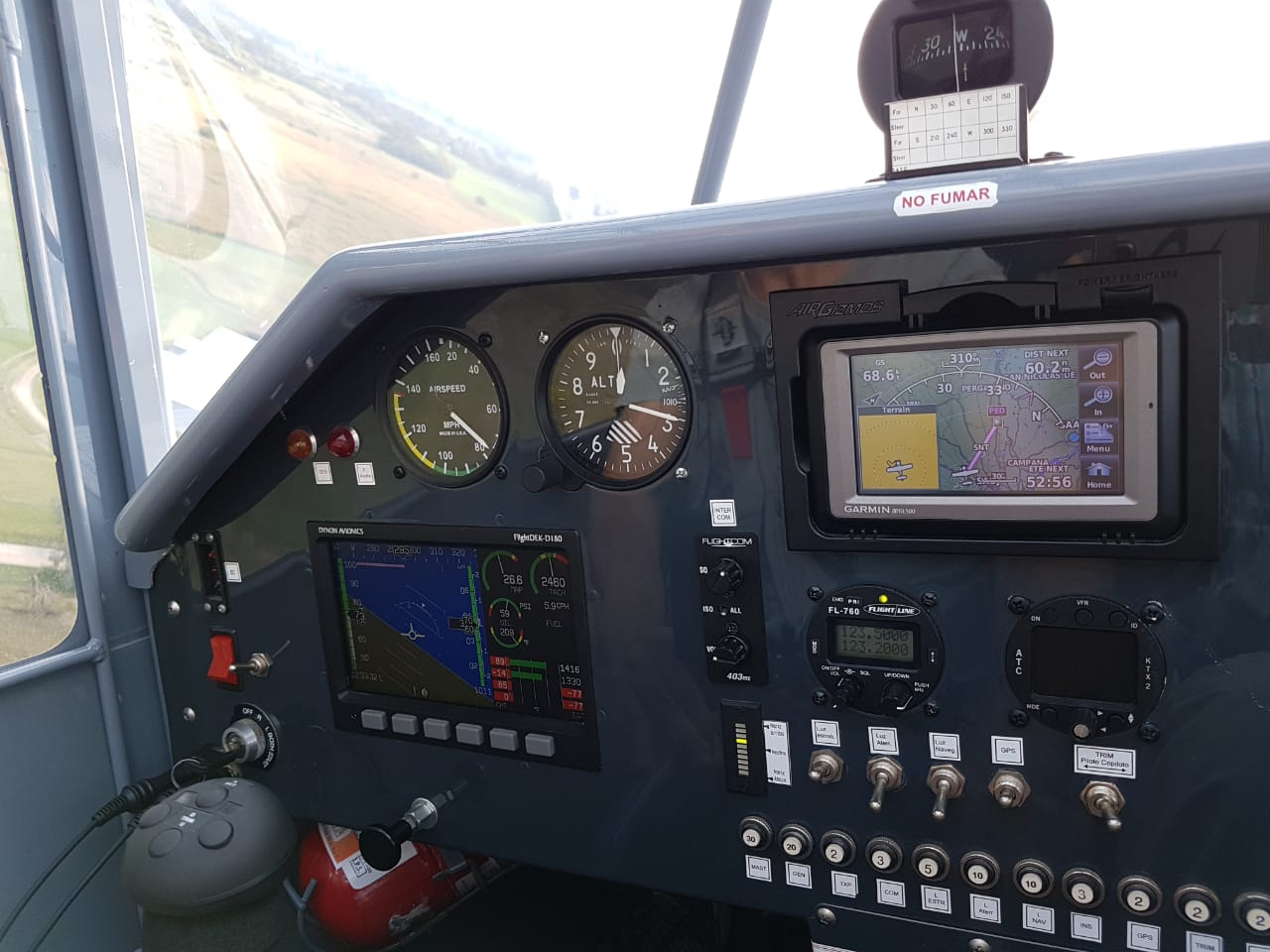
Cabina v1 de petrel

Referencia datos:  

### Características generales
- Tripulación: 2
- Capacidad: 250 kg
- Carga: 24 kg
- Longitud: 6,1 m (20 ft)
- Envergadura: 9,6 m (31,5 ft)
- Altura: 2,8 m (9 ft)
- Perfil alar: GA 30315
- Peso vacío: 315 kg (694,3 lb)
- Peso útil: 250 kg (551 lb)
- Peso máximo al despegue: 565 kg (1245,3 lb)
- Planta motriz: 1×  Rotax 912 F2 - Rotax 912 ULS.
  - Potencia: 80 HP- 100 HP
- Hélices: 1× Clerici bipala de madera y paso fijo por motor.
- Diámetro de la hélice: 1676 mm
 Capacidad de combustible: 68 litros.

### Rendimiento
- Velocidad nunca excedida (Vne): 210 km/h (130 MPH; 113 kt)
- Velocidad crucero (Vc): 173 km/h (108 MPH; 93 kt)
- Velocidad de entrada en pérdida (Vs): 67 km/h (42 MPH; 36 kt) con flaps
- Alcance: 4,7 horas a 13 litros per hora de combustible.
- Techo de vuelo: 5000 m (16 404 ft)
- Régimen de ascenso: 5 m/s (984 ft/min)
carrera de despegue: 237 m
carrera de aterrizaje: 220 m

## Accidentes e incidentes
- El 16 de noviembre de 2013, aproximadamente a las 14:00 UTC un avión de matrícula LV-BSH realizó un aterrizaje forzado en un predio perteneciente al CEAMSE al detenerse el motor debido a una incorrecta selección del tanque de combustible, sin víctimas ni heridos, causando sin embargo daños en la aeronave. En la investigación se encontraron discrepancias en las listas de control de procedimientos (LCP) las cuales fueron modificadas para evitar futuras confusiones[3]

- El 25 de abril de 2015, un avión de matrícula LV-BSH procedente del Aeródromo de General Rodríguez realizó un aterrizaje de emergencia en un campo a aproximadamente 1600 m del aeropuerto de Bahía blanca. Durante la investigación se comprobó que la aeronave contaba tan solo con 4,5 litros de combustible remanente y esta situación era incorrectamente indicada por los instrumentos del artefacto porque no se siguió con el protocolo de mantenimiento de filtro del motor según especifica el fabricante.[4]

- El 8 de marzo de 2016, a las 21:40, la aeronave matrícula LV-BSH despegó del Aeródromo Ildefonso Domingo Durana, en la localidad de General Rodríguez, provincia de Buenos Aires, con dos ocupantes a bordo para realizar un vuelo de recreación. Treinta y cinco minutos más tarde, a las 22:15, la aeronave LV-CQJ, un Cessna 150M, despegó del Aeródromo de Morón, cercano a General Rodríguez, con un instructor de vuelo y un alumno piloto a bordo, en un vuelo de instrucción durante el cual estaba previsto dirigirse a General Rodríguez para realizar prácticas de despegues y aterrizajes. Al llegar al aeródromo de General Rodríguez el LV-CQJ se incorporó al circuito de tránsito visual hasta llegar al tramo básico, en todo momento comunicándose en la frecuencia 123,2. Al mismo tiempo el Petrel 912i ingresó al tramo final de la pista 5 sin seguir con los patrones de tránsito y comunicaciones para aeródromos no controlados. El LV-CQJ y el LV-BSH colisionaron a las 22:24. Las aeronaves no pudieron mantener vuelo controlado y se precipitaron a tierra, fuera de control. El punto genérico de impacto de las aeronaves con el terreno se encuentra a 550 m en la prolongación de la pista 35. El LV-CQJ impactó contra el terreno en actitud de picada de aproximadamente 90°. Ambos bordes de ataque de la aeronave estaban marcados con pliegues. La cabina, el motor y la hélice estaban comprimidos hasta la línea misma del borde de ataque de las alas. El motor del LV-CQJ entregaba potencia al momento del impacto contra el terreno. Luego del impacto la aeronave se desplazó hacia atrás siete metros y giró 45° sobre su plano derecho por efectos de acción y reacción. El LV-BSH impactó con el terreno de manera plana, y tuvo un desplazamiento hacia atrás de aproximadamente 1,5 m. Las marcas y daños que presentan las palas de la hélice indican que el motor entregaba potencia al momento del impacto contra en terreno. Como consecuencia del impacto, los dos ocupantes del LV-CQJ y el piloto del LVBSH fallecieron, mientras que el pasajero del LV-BSH sufrió politraumatismos varios.[5]